# Praia de Interlagos
A Praia de Interlagos fica localizado em Vila Velha-ES. A praia de Interlagos é frequentada principalmente por moradores e pescadores locais[carece de fontes?].